# Herzeleid (Album)
Herzeleid ist das Debütalbum der deutschen Neue-Deutsche-Härte-Band Rammstein. Es wurde am 24. September 1995 veröffentlicht.
Das Album wurde 1998 als North America Edition wiederveröffentlicht. Der einzige Unterschied war das Cover. Dieses zeigte zusammengefasst Fotos der Bandmitglieder, welche im Booklet des Herzeleid-Albums zu finden sind. Im Booklet sind neben den deutschen Texten auch die französischen Übersetzungen einiger Songs zu lesen.

## Produktion
Das erste Album Rammsteins wurde unter schwierigen Umständen produziert. Das erste Problem bestand darin, einen passenden Produzenten für das Album zu finden. Man wollte zuerst Greg Hunter als Produzent ins Boot holen, der zuvor bereits mit Musikern wie Killing Joke und Paul McCartney gearbeitet hatte. Doch bei Proben von Rammstein war Greg Hunter kaum begeistert und schlief Bandmitgliedern zufolge dabei sogar ein. Darauf fragte man bei Jacob Hellner an, der unter anderem Clawfinger produziert hatte. Man lud ihn auf ein Konzert im Dezember 1994 in Hamburg ein. Als er die sechs live sah, sagte er spontan zu, sie zu produzieren. Sie flogen nach Schweden, um dort das Album aufzunehmen. In den Polar Studios, die von ABBA erbaut worden waren, fanden die ersten Proben statt, doch dort fühlten sie sich unwohl und wechselten nach einer Woche in das Privatstudio von Jacob Hellner.
Nach drei Monaten waren die Aufnahmen fertig und es ging ans Abmischen. Das Abmischen überließ die Band Hellner und dessen Mixer und Assistenten Carl-Michael Herlöffson. Richard Kruspe war der Einzige, der beim Mischen anwesend war. Da ihm das Ergebnis missfiel, entschloss er sich, eine Krisensitzung in Berlin einzuberufen. Dort waren die restlichen Bandmitglieder, Produzent Jacob Hellner, Manager Emanuel Fialik und Vertreter der Plattenfirma Motor Music anwesend. Sie entschieden, den Mixer Carl-Michael Herlöffson gegen den Niederländer Ronald Prent auszutauschen. Nach diesem Wechsel lief es wieder besser, Rammstein waren sehr zufrieden und sie veröffentlichten ihr erstes Album im September 1995.
Artwork
Herzeleid hat auf dem Frontcover eine Blume, ein Gerbera Gänseblümchen, welche an Flammen erinnert, die Rammstein auf ihren Konzerten gerne beschwören. Eine ähnliche Blume ist auf dem Cover der Single Du riechst so gut ’98 abgebildet. Im Vordergrund ist die Gruppe mit nackten, eingeölten Oberkörpern zu sehen. Das Booklet enthält neben den Liedtexten (teilweise auf Französisch) Porträts zu jedem der sechs Gruppenmitglieder.
Das Cover stand in der Presse heftig in der Kritik. So berichtete Rammstein-Keyboarder Christian „Flake“ Lorenz 1997 in einem Interview mit dem Musiksender Viva, Zeitungen hätten als Reaktion auf das Cover geschrieben, die Band würde sich als Herrenmenschen darstellen. Rammstein waren entsetzt über diese Behauptung, die sie als unberechtigt zurückwiesen. In seinem Buch Am Anfang war das Feuer – Die Rammstein-Story zitiert Autor Ulf Lüdeke eine Plattenkritik, ihm zufolge im Oktober 1995 im Magazin Musikexpress/Sounds erschienen, wie folgt:

„Abgesehen davon, dass deutschnationaler, stampfender Proletenrock mit ausgeprägtem Crossover-Potenzial noch nie besonders einladend klang, macht vor allem ein Umstand die Band unerträglich: ihre von rollenden R, dumpfen Gewaltmetaphern und schockierenden Gewaltaussagen gespickten Texte.“

Sänger Till Lindemann bezeichnete das Cover später in einem Interview als „Broilerfoto“ („Broiler“ ostdt. Brathähnchen). Richard Kruspe ergänzte, dass die Bilder auf einem Parkplatz gemacht wurden, ohne über die Konsequenzen nachzudenken.

## Titelliste
| #  | Titel                               | Länge |
| -- | ----------------------------------- | ----- |
| 1  | Wollt ihr das Bett in Flammen sehen | 5:17  |
| 2  | Der Meister                         | 4:08  |
| 3  | Weißes Fleisch                      | 3:35  |
| 4  | Asche zu Asche                      | 3:51  |
| 5  | Seemann                             | 4:48  |
| 6  | Du riechst so gut                   | 4:49  |
| 7  | Das alte Leid                       | 5:44  |
| 8  | Heirate mich                        | 4:44  |
| 9  | Herzeleid                           | 3:41  |
| 10 | Laichzeit                           | 4:20  |
| 11 | Rammstein                           | 4:25  |

Auf der südkoreanischen Version steht das Lied Das alte Leid nicht in der Titelliste, ist aber auf der CD selbst enthalten.
Es existieren einige frühe Pressungen, auf denen beim Lied Weisses Fleisch die Wörter „Schulhof“ und „töten“ durch Pieptöne zensiert wurden.

## Informationen zu einzelnen Songs

### Wollt ihr das Bett in Flammen sehen
In dem Stück sind vereinzelt Samples aus dem Computerspiel Doom eingearbeitet, speziell ein Schrei der Spielfigur sowie das Durchladen einer Schrotflinte.
Von den Excrementory Grindfuckers wurde das Lied 2004 auf dem Album Fertigmachen, Szeneputzen! unter dem Titel Neue Deutsche Soziale Härte parodiert. Im Refrain wurde dabei angesichts des textlichen Verweises auf den Bewertungsmaßstab zahnärztlicher Leistungen vor dem Hintergrund des Wertewandels statt „Rammstein“ das Wort „Zahnstein“ gesungen.

### Weisses Fleisch
Das Lied beginnt mit den Worten:
Du, auf dem Schulhof –

ich, zum Töten bereit

und keiner hier weiß

von meiner Einsamkeit
Auch dieser Song ist auf den Demo Tapes von 1994/95 zu finden.

### Asche zu Asche

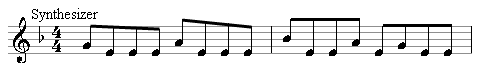
Synthesizerfigur in Rammsteins Song Asche zu Asche

Bei Asche zu Asche mischen Rammstein Metal mit elektronischer Musik und Klangeffekten. Im Song spielen durchgehend harte Gitarrenriffs, die mit einem durch lang ausgehaltene Grundtöne (H – A – G) unterlegten Synthesizer-Pattern wechseln.
Der Song wurde 2001 nur in Australien als Single veröffentlicht. Das dazugehörige Video war dieselbe Live-Aufnahme wie auf der VHS beziehungsweise DVD Live aus Berlin.

### Seemann
Seemann ist die erste Ballade von Rammstein. Das Lied teilt sich in zwei Teile. In den Strophen ertönen ruhige Melodien, in den Refrains sind schließlich die typischen E-Gitarren-Riffs von Rammstein zu hören.
Im Video sieht man eine Prostituierte sowie die Bandmitglieder, die ein stilisiertes Schiff durch eine Wüste ziehen. Das Video wurde in Hamburg unter der Regie von Lazlo Kadar gedreht.
Das Lied wurde 2003 von Nina Hagen und Apocalyptica gecovert.
Seemann ist unter dem Namen „Matrose“ auf dem 1994er 6-Track-Demo der Band zu hören.

### Du riechst so gut
Auf dem Demotape, das Rammstein für den Berliner Senatswettbewerb abgaben, war ebenfalls Du riechst so gut enthalten, jedoch zu dieser Zeit noch mit einem englischen Songtext.
Du riechst so gut wurde zweimal veröffentlicht: einmal am 24. August 1995, ein weiteres Mal am 17. April 1998, da es bei der Erstveröffentlichung der Single im Jahre 1995 zu wenig Zuspruch fand.

### Das alte Leid
Dieser eher ruhige Song war neben drei weiteren Songs auf dem Demotape, damals noch mit englischem Text. Das Alte Leid hatte ursprünglich den Arbeitstitel „Hallo Hallo“. Im Verlauf des Liedes hört man ein Kind schreien.

### Heirate mich
Das Lied handelt von einem Nekrophilen, dessen Frau vor einem Jahr gestorben ist. Er gräbt in der Nacht die Leiche seiner Frau aus, um mit ihr Geschlechtsverkehr zu haben.
Die erste Silbe des Titels wird im Refrain immer dreimal wiederholt („Hei-, Hei-, Hei!“), was von einigen Kritikern als „Heil, Heil, Heil!“ interpretiert wurde, woraufhin Rammstein ohne weitere Beweise und entgegen der eigenen Aussage oft als rechtsradikal oder nationalsozialistisch dargestellt wurden.

### Herzeleid
Dieses Lied wiederholt, untermauert von Instrumenten, ein altes Sprichwort, das man häufig auf Hochzeits-Glückwunsch-Karten findet. Beinahe jede Silbe wird einzeln gesprochen:
Bewahret einander vor Herzeleid,

denn kurz ist die Zeit,

die ihr beisammen seid.

Denn wenn euch auch viele Jahre vereinen,

einst werden sie wie Minuten euch scheinen.

Bewahret einander vor der Zweisamkeit

Herzeleid!

### Rammstein
Das Lied markiert Christoph Schneider zufolge die Geburtsstunde der Band. Der Text ist der einzige, der von allen Mitgliedern gemeinsam geschrieben wurde. Er entstand in einer Dorfkneipe in Hohen Viecheln, dem damaligen Wohnort Till Lindemanns. Der Song selbst handelt vom Flugtagunglück in Ramstein, das 1988 70 Todesopfer gefordert hat, die Musiker ließen sich beim gemeinsamen Schreiben von ihren spontanen Assoziationen im Hinblick auf das Geschehen leiten.

## Tour
Bereits vor der Veröffentlichung des Albums hatten Rammstein immer wieder kleinere Konzerte. Ihre erste Tour nach der Herzeleid-Veröffentlichung hatten sie im Oktober 1995 als Vorband von Project Pitchfork. Im Ausland spielten sie erstmals im Vorprogramm von Clawfinger in Warschau (Polen) und Prag (Tschechien), später noch in Österreich und der Schweiz. In Deutschland zurück hatten sie ihre erste Headliner-Tour.
Im Januar 1996 ging es mit 14 Konzerten weiter. Sie spielten als Vorgruppe der Ramones bei deren Abschiedstour durch Deutschland. Man lud Rammstein am 27. März nach London in die MTV-Sendung Hanging Out, wo sie Wollt ihr das Bett in Flammen sehen und Du riechst so gut spielten. Im Sommer traten sie unter anderem beim Bizarre-Festival auf. Am 27. September desselben Jahres hatten sie ihr 100. Konzert, das den Namen 100 Jahre Rammstein trug. Die fast 7000 Konzertbesucher bekamen eine Jacke mit Logo und später noch das Video des Konzertes geschenkt. Das Vorprogramm bestand aus Moby und Bobo & The Berlin Session Orchestra. Während des Songs Heirate mich kam es zu einem Unfall, als ein brennendes Rammstein-Logo ins Publikum fiel. Till Lindemann half kurz den Verletzten während die anderen Bandmitglieder weiterspielten. Es gab einige Leichtverletzte.
Bis zur Veröffentlichung von Sehnsucht tourte Rammstein noch weiter durch Deutschland, Österreich und die Schweiz. Auch traten sie wie 1996 wieder beim Bizarre-Festival und anderen großen Musikfestivals wie dem Pinkpop-Festival auf.

## Singles und Videos
Die ersten beiden Singleveröffentlichungen Du riechst so gut und Seemann von 1995 und 1996 blieben ohne Charterfolg. Die erneute Veröffentlichung von Du riechst so gut im Jahre 1998 erreichte in Deutschland Platz 16. In Australien veröffentlichten sie 2001 auch noch die Single Asche zu Asche.
Du riechst so gut
- Singleveröffentlichung: 24. August 1995
- Videopremiere: 1995 (Regie Emanuel Fialik)

Seemann
- Singleveröffentlichung: 8. Januar 1996
- Videopremiere: Dezember 1995 (Regie László Kádár)

Du riechst so gut ’98
- Singleveröffentlichung: 17. April 1998
- Videopremiere: 1998 (Regie Philipp Stölzl)

Rammstein
- Videopremiere: 1997 (Pictures from Lost Highway/David Lynch und Konzertfootage 100 Jahre Rammstein/Emanuel Fialik/Mathilde Bonnefoy; Video-Regie/Montage Alexander Herzog/Kai Kniepkamp)

Asche zu Asche
- Singleveröffentlichung: 15. Januar 2001

## Kommerzieller Erfolg

### Chartplatzierungen
Das Album stieg am 23. Oktober 1995 auf Platz 99 in die deutschen Albumcharts ein und belegte infolge der Veröffentlichung des zweiten Albums Sehnsucht 1997 Rang sechs. Erst nach Wiederveröffentlichung der Jubiläumsedition erreichte es mit Platz zwei die höchste Chartnotierung am 11. Dezember 2020 und musste sich lediglich Power Up von AC/DC geschlagen geben. Herzeleid platzierte sich insgesamt neun Wochen in den deutschen Top 10 sowie 146 Wochen in den Top 100, womit es zu den am längsten platzierten Alben zählt. Darüber hinaus belegte das Album die Chartspitze der deutschen deutschsprachigen Albumcharts am 11. Dezember 2020, womit die Band die Hitliste mit dem elften Album anführte. In der 2021er-Januarausgabe der deutschen Vinylcharts führte das Album ebenfalls die Chartliste an, was Herzeleid zur meistverkauften Schallplatte des vorangegangenen Monats macht. 2021 belegte Herzeleid Rang 21 der deutschen Album-Jahrescharts sowie Rang neun der Vinyl-Jahrescharts. Für mehr als eine Million Verkäufe erhielt die Band in Deutschland eine Doppelplatin-Schallplatte. Das Album zählt damit zu den meistverkauften Musikalben des Landes der 1990er-Jahre. In Österreich und der Schweiz reichte es ursprünglich für die Plätze elf und 20 sowie nach Wiederveröffentlichung zu Rang sieben bzw. vier. In den Niederlanden und Frankreich stieg es auf Platz 72 bzw. 85 ein.
| ChartsChartplatzierungen | Höchstplatzierung | Wochen |
| ------------------------ | ----------------- | ------ |
| Deutschland (GfK)        | 2 (146 Wo.)       | 146    |
| Österreich (Ö3)          | 7 (24 Wo.)        | 24     |
| Schweiz (IFPI)           | 4 (23 Wo.)        | 23     |

| ChartsJahrescharts (1996) | Platzierung |
| ------------------------- | ----------- |
| Deutschland (GfK)         | 84          |

| ChartsJahrescharts (1997) | Platzierung |
| ------------------------- | ----------- |
| Deutschland (GfK)         | 22          |
| Österreich (Ö3)           | 42          |

| ChartsJahrescharts (1998) | Platzierung |
| ------------------------- | ----------- |
| Deutschland (GfK)         | 100         |

| ChartsJahrescharts (2021) | Platzierung |
| ------------------------- | ----------- |
| Deutschland (GfK)         | 21          |

### Auszeichnungen für Musikverkäufe
| Land/Region                  | Auszeichnungen für Musikverkäufe (Land/Region, Auszeichnung, Verkäufe) | Verkäufe    |
| ---------------------------- | ---------------------------------------------------------------------- | ----------- |
| Dänemark (IFPI)              | Platin                                                                 | 20.000      |
| Deutschland (BVMI)           | 2× Platin                                                              | 1.000.000   |
| Europa (IFPI)                | Platin                                                                 | (1.000.000) |
| Vereinigte Staaten (RIAA)    | —                                                                      | 400.000     |
| Vereinigtes Königreich (BPI) | Silber                                                                 | 60.000      |
| Insgesamt                    | 1× Silber · 4× Platin ·                                                | 1.480.000   |

Hauptartikel: Rammstein/Auszeichnungen für Musikverkäufe